# Sông Stryi
Sông Stryi (tiếng Ukraina: Стрий) bắt đầu tại dãy núi Karpat tại miền tây Ukraina. Sông uốn khúc qua các ngọn núi với chiều dài 231 km. Sau khi chảy qua 193 km, sông đến thành phố Stryi. Sông tiếp tục chảy thêm  32 km rồi đổ vào sông Dniester gần Khodoriv. Sông chảy trên địa bàn các huyện Sambir, Drohobych và Stryi của tỉnh Lviv.

## Mô tả
Chiều dài của sông là 232 km, diện tích của lưu vực là 3.060 km². Độ dốc của sông là 3,2 m/km. Sông rất quanh co, thường rẽ nhánh, trũng sâu trên những vùng núi đá. Chiều rộng của sông là 30 m ở thượng lưu và tăng lên 150 m ở hạ lưu. Độ sâu trung bình là 0,5–1 m, tối đa là 2,5—2,8 m. Tốc độ dòng chảy 0,1—2,0 m/s. Ở dãy núi Karpat, sông có đặc điểm qua nhiều núi và thung lũng hẹp, có rừng cây lá kim và hỗn giao mọc dọc hai bên bờ; ở vùng chân đồi Đông Karpat, sông có đặc điểm là một phần bằng phẳng. Vùng bãi bồi ở trung và hạ lưu ở hai bờ, ở hạ lưu có chỗ sình lầy.
Nguồn nước sông chủ yếu đến từ mưa và tuyết. Sông có đặc điểm là có lũ xuân và lũ hè-thu (đôi khi vào mùa đông). Lưu lượng nước cách cửa sông 17 km trung bình đạt 45,2 m³/s, lớn nhất là 890 m³/s. Quá trình hình thành băng chủ yếu kéo dài từ cuối tháng 11 đến giữa tháng 3.
Mặc dù thực tế là tại nơi hợp lưu với Dniester, sông Stryi có lưu lượng nước lớn hơn, nhưng vẫn được xếp là một phụ lưu của Dniester
Có nhiều khu định cư dọc theo sông, bao gồm các thành phố Turka, Stryi và Zhydachiv.
Trên sông Stryi tìm thấy các loài cá như cá hồi chấm, Barbus, Thymallus, Squalius, Chondrostoma, cá chó, Perca, Alburnus, Gobio, Alburnoides.

## Dòng chảy

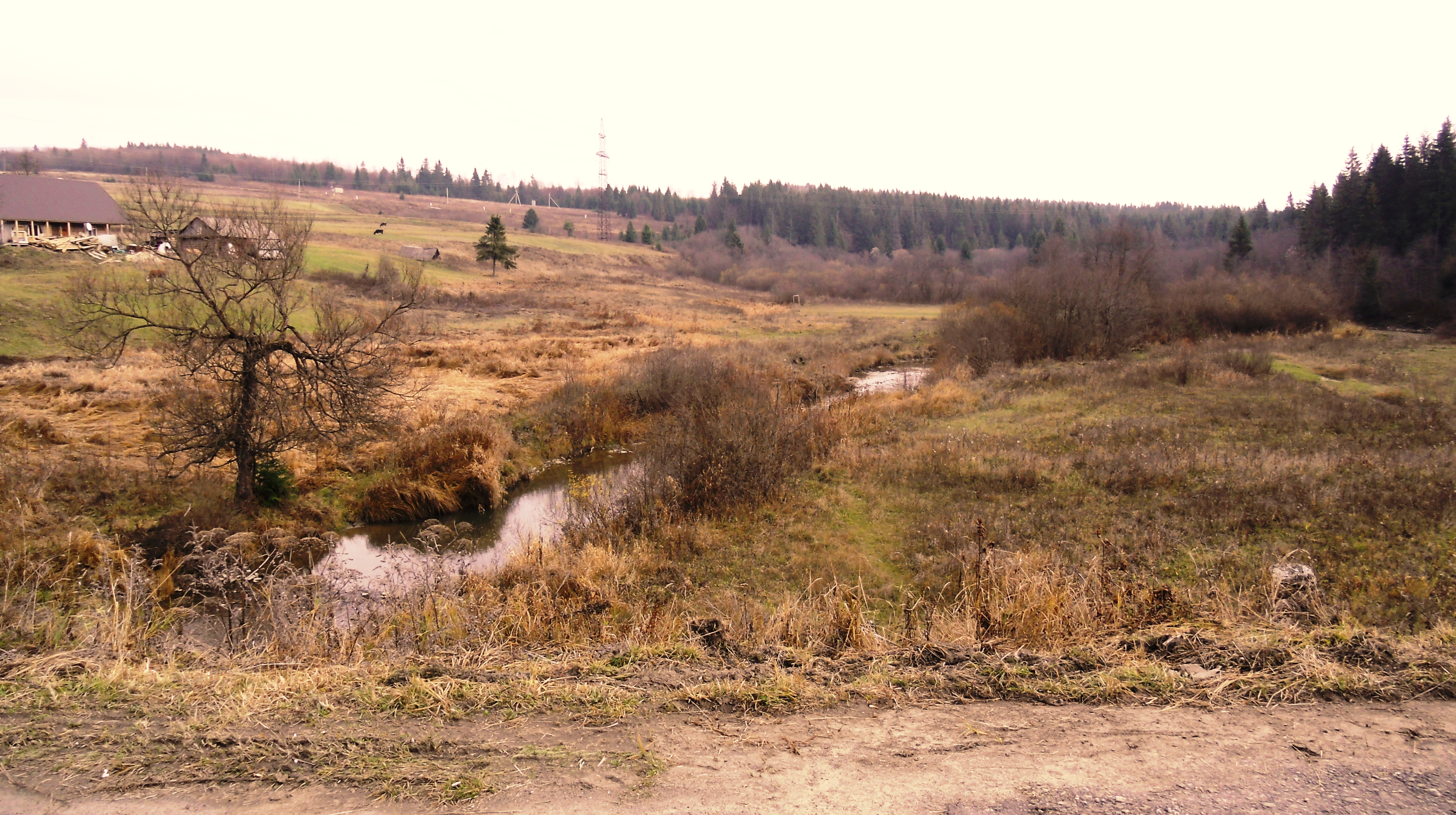
Sông Stryj gần làng Klymets, huyện Skole.

Sông bắt đầu từ một khu vực lưu vực phía trên và tại vùng chân đồi của rặng Đông Beskid thuộc dãy núi Karpat gần làng Mokhnate, chảy xuống sườn phía đông của dãy. Từ đây sông bắt đầu lớn dần, được nối với nhiều nhánh sông trên đường đi lên phía bắc, trước khi có một loạt các uốn khúc và đổi hướng qua các hẻm núi. Sông thoát ra khỏi những ngọn đồi và đến một khu vực bằng phẳng xung quanh Turka, tại đây có nỗ lực nhằm tạo thủy điện và kiểm soát lũ lụt.
Sông tiếp tục uốn khúc qua những ngọn đồi đến Pidhorodci, tại đây nó gặp một nhánh chính khác là Opir tại Nyzhnye Synievydne. Từ đây, nó bắt đầu chảy thẳng, cách 3,5 km về phía đông nam của thị trấn là điểm bắt đầu của thung lũng Stryi. Trong thung lũng này, sông chảy theo một đường gần như thẳng qua Duliby và Stryi đến Zhydachiv. Tại đây, con sông chảy đến một khu vực bằng phẳng và uốn khúc ngoằn ngoèo và tạo ra nhiều hồ móng ngựa, gặp sông Dniester ở phía Đông của thị trấn Zhydachiv.
Phụ lưu lớn nhất của sông Stryi là sông Opir, các phụ lưu khác là Smozhanka, Husnianka, Lybokhora, Hnyla, Ropa, Zavadka, Yablun'ka, Yasinka, Skhidnychanka, Rybnyk, Krushel'nytsia, Velyka Richka, Stynavka, Zhyzhava, Teysarivka.

## Địa chất
Các đá tảng trong khu vực, được gọi là vùng đất sụt lún Stryi, được xếp thành ba lớp chính. Sông chảy theo một đới đứt gãy tự nhiên, rộng trung bình khoảng 60 feet (18 m), nhưng nước nông khi chỉ sâu 10 feet (3 m) vào mùa hè, phải đến phần hạ du thì mới có nơi độ sâu từ 20 feet (6 m) trở lên.

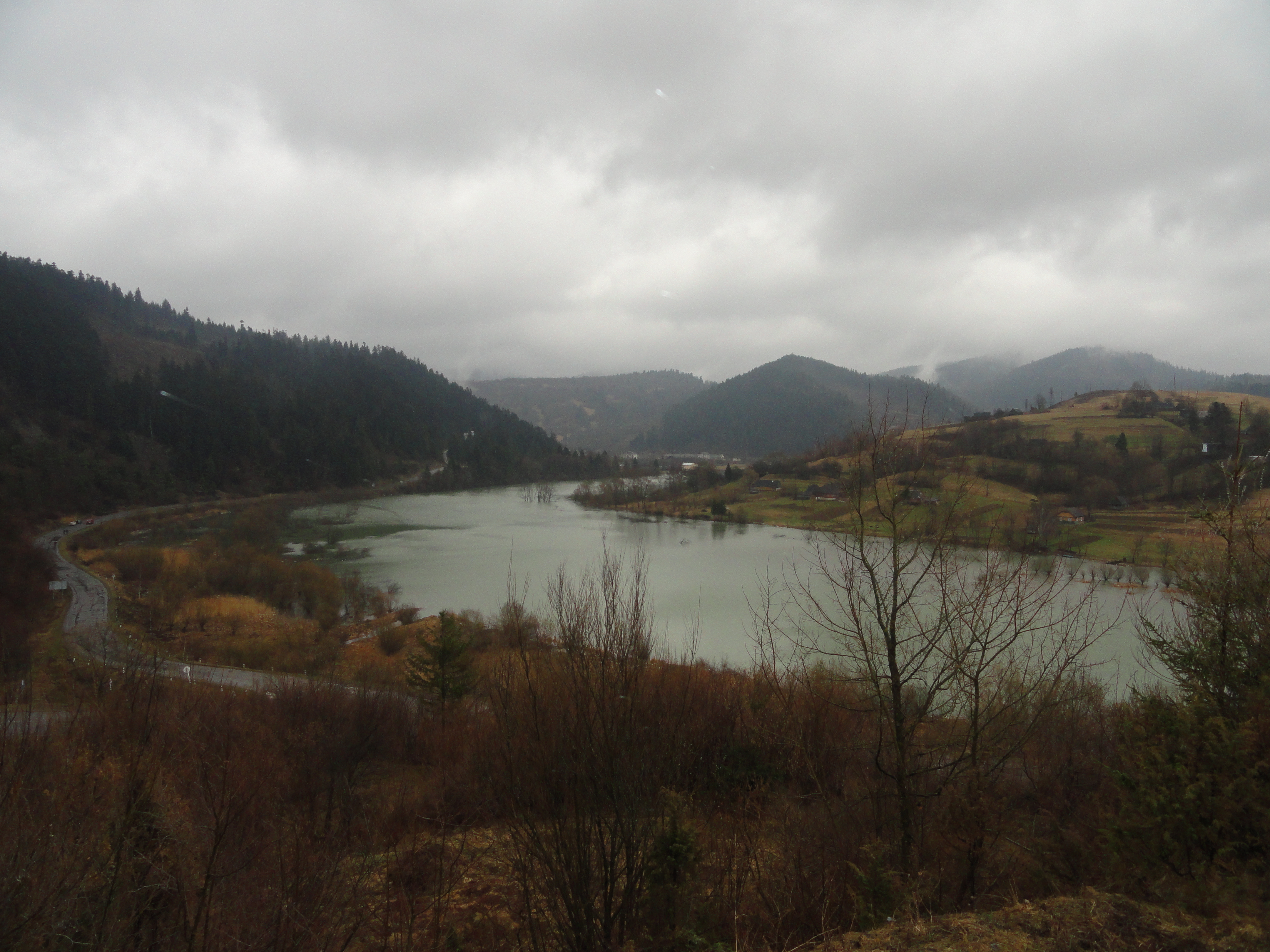
Sông Stryi tại thượng du

Ba lớp đá tạo cho Stryi hình dạng độc đáo, ở những vùng thượng lưu sông chảy qua một số khu vực đá tảng dày đặc và ở giữa chúng là đá phiến sét mềm hơn và trầm tích phù sa. Do đó, lòng sông chủ yếu là đá và cuội tròn cỡ trung bình, với các đảo cát và sỏi tròn ở giữa dòng tại các vùng trung và hạ lưu.

## Hành vi
Sông là một điểm đến có tiếng trong môn chèo thuyền vì nó có nhiều ghềnh ở các vùng phía thượng lưu, cũng như có các khu vực quang cảnh đẹp dọc theo hạ lưu của sông.
Stryi được chú ý vì có sự gia tăng nhanh chóng và ở mức độ cao cả về lưu lượng và tốc độ dòng chảy khi có mưa, điều này thường khiến các cây cầu và bản thân con sông không thể vượt qua được. Đặc điểm này khiến cho các tuyến đường và đường tàu bị ngập lụt, vì ở những vùng núi này chúng có xu hướng nằm gần sông.
Điều này ảnh hưởng khá nhiều đến giao thông, thậm chí khiến cho quân Nga bị đình trệ trong Chiến tranh thế giới thứ nhất vào ngày 8 tháng 7 năm 1917 khi họ cố gắng đánh đuổi quân địch ra khỏi khu vực.
Đã có những nỗ lực sử dụng dòng chảy sông để tạo ra năng lượng thủy điện, nhưng hiện tại không có kế hoạch nào để đề xuất lại việc này.

## Lịch sử
Tên bắt nguồn từ từ "Str" trong tiếng Scythia, có nghĩa là nhanh. Nơi Opir và Stryi hợp lưu, có một truyền thuyết kể rằng "Robin Hood" người Ukraina là Oleksa Dovbush từng bị thương, và máu của anh ta nhuộm đỏ bờ sông, tạo nên những tảng đá đỏ hiện có thể nhìn thấy tại đó.
Sông Stryi đã được sử dụng làm một rào cản phía bắc cho Mặt trận Karpat của Nga trong Chiến tranh thế giới thứ nhất. Theo tờ New York Times, sông nằm ở rìa khu vực mà quân đội Nga đang sử dụng để ngăn chặn bước tiến của quân Áo. "Người ta đã ghi nhận vào tuần trước rằng phòng tuyến của Nga đã tạo thành một hình lưỡi liềm khổng lồ, vòng cung dài (và đây là mặt trận Karpat) kéo dài từ Bartfeld về phía bắc, sau đó về phía đông dọc theo các đỉnh núi Karpat, phía bắc của Uzsok đến một điểm trên sông Stryi."